# Момчило Крговић
Момчило Крговић (Вашково, 12. фебруар 1942) лекар је интерне медицине, супспецијалиста кардиологије, доктор наука и професор ВМА, санитетски генерал-мајор и један од Начелника Војномедицинске академије у Београду.

## Живот и каријера
Рођен је 12. фебруара 1942. године у Вашкову, општина Пљевља. Основну школу и гимназију завршио је у Бијелом Пољу. Медицински факултет је студирао у Београду где је завршио и обавезан лекарски стаж.
Као млад лекар каријеру је започео у Словенији, одакле је отишао на специјализацију, интерне медицине коју је обавио на Војномедицинској академији са одличним успехом. Субспецијализацију из кардиологије обавио је у Загребу. Докторску дисертацију са темом „Допринос дијагностици клиничких облика поновног инфаркта миокарда” одбранио је 1993. године, на ВМА.
По завршетку специјализације од 1976. до 1986. године, прво је радио као начелник Интерног одељења у Војној болници у Сплиту, а потом као начелник ургентне кардиологије у Клиници за ургентну медицину ВМА од 1986. године. На овој функцији провео је до 1996. године, када је постављен на дужност помоћник начелника ВМА за лечење.
Године 1997. унапређен је у чин генерал-мајора и постављен је за начелника Санитетске управе у Генералштабу Војске Југославије. На овој дужности остао је све до 2001. године.
За начелника Војномедицинске академије у Београду постављен је 2001. године. На овој функцији био је до пензионисања 2002. године.

## Дело
По докторирању 1993. године изабран је за доцента из области интерне медицине, а за ванредног професора 1999. године. Био је председник испитне комисије за полагање специјалистичких испита интерне медицине и ментор великом броју лекара у току специјализације, као и лекарима специјалистима при изради магистарских и докторских радова и одбраних дисертација.
Био је руководилац више стручних и научноистраживачких студија. Објавио је више од 150 стручних и научних радова у земљи и иностранству, своје радове излагао на бројним састанцима, симпозијумима, саветовањима и конгресима. Више година био је члан Председништва Кардиолошке секције СЛД. Члан је и више међународних кардиолошких удружења. 

## Признања
Због изузетних стручних и војничких успеха више пута је награђиван и одликован највишим државним одликовањима и ванредно унапређиван у виши чин.